# سنوویدکی
سنوویدکی (به چکی: Snovídky) یک منطقهٔ مسکونی در جمهوری چک است که در ناحیه ویشکوو واقع شده‌است. سنوویدکی ۱۰٫۵۴ کیلومتر مربع مساحت و ۳۵۵ نفر جمعیت دارد و ۲۶۱ متر بالاتر از سطح دریا واقع شده‌است.